# 2025年世界运动会铁人两项比赛
2025年世界运动会铁人两项比赛是2025年世界运动会的一个项目，于2025年8月9-11日在中国成都市天府新区的兴隆湖举行。本届铁人两项比赛设置男子、女子以及混合接力三个小项，共产生3枚金牌。

## 资格来源
本届世界运动会有40名男子运动员和36名女子运动员参赛，参赛资格来源于各自大洲的锦标赛。

## 奖牌榜
*   主办国家/地区（中国）
| 排名                     | 国家 / 地区              | 金牌 | 銀牌 | 銅牌 | 总计 |
| ------------------------ | ------------------------ | ---- | ---- | ---- | ---- |
| 1                        | 中国*                    | 0    | 0    | 0    | 0    |
| 总计（共1个国家 / 地区） | 总计（共1个国家 / 地区） | 0    | 0    | 0    | 0    |

## 奖牌得主
| 项目     | 金牌 | 银牌 | 铜牌 |
| 男子     |      |      |      |
| 女子     |      |      |      |
| 混合接力 |      |      |      |

## 参赛代表团
- 阿尔及利亚（2）
- （2）
- 巴林（1）
- 比利时（4）
- 柬埔寨（1）
- 中国（3）
- 哥伦比亚（4）
- 捷克（2）
- 埃及（5）
- 法国（4）
- 德国（5）
- 伊朗（6）
- 日本（6）
- （2）
- 科索沃（1）
- 墨西哥（4）
- 摩洛哥（1）
- 蒙古（1）
- 荷兰（3）
- 巴拿马（1）
- 菲律宾（4）
- 葡萄牙（2）
- 沙特阿拉伯（1）
- 新加坡（3）
- 斯洛文尼亚（2）
- 西班牙（4）
- 委内瑞拉（2）